# Canino
Canino ist eine Gemeinde in der Provinz Viterbo in der italienischen Region Latium mit 5009 Einwohnern (Stand 31. Dezember 2023).

## Geographie
Canino liegt am Rande der Monti Volsini zwischen dem Bolsenasee und Tuscania. Es gehört zur Maremma Laziale.
Canini liegt 111 km nordöstlich von Rom, 130 km südlich von Siena und 42 km westlich von Viterbo.
Das Gemeindegebiet erstreckt sich über eine Höhe von 19 bis 436 m s. l. m.
Die Gemeinde liegt in der Erdbebenzone 3 (wenig gefährdet).
Die Nachbargemeinden von Canino sind Cellere, Ischia di Castro, Manciano (GR), Montalto di Castro, Tessennano und Tuscania.

### Verkehr
Canino liegt an der Staatsstraße SS 312 Via Castrense, die vom Bolsenasee zur Via Aurelia bei Montalto di Castro führt.
Der nächste Bahnhof ist in 21 km Entfernung in Montalto di Castro.

## Geschichte

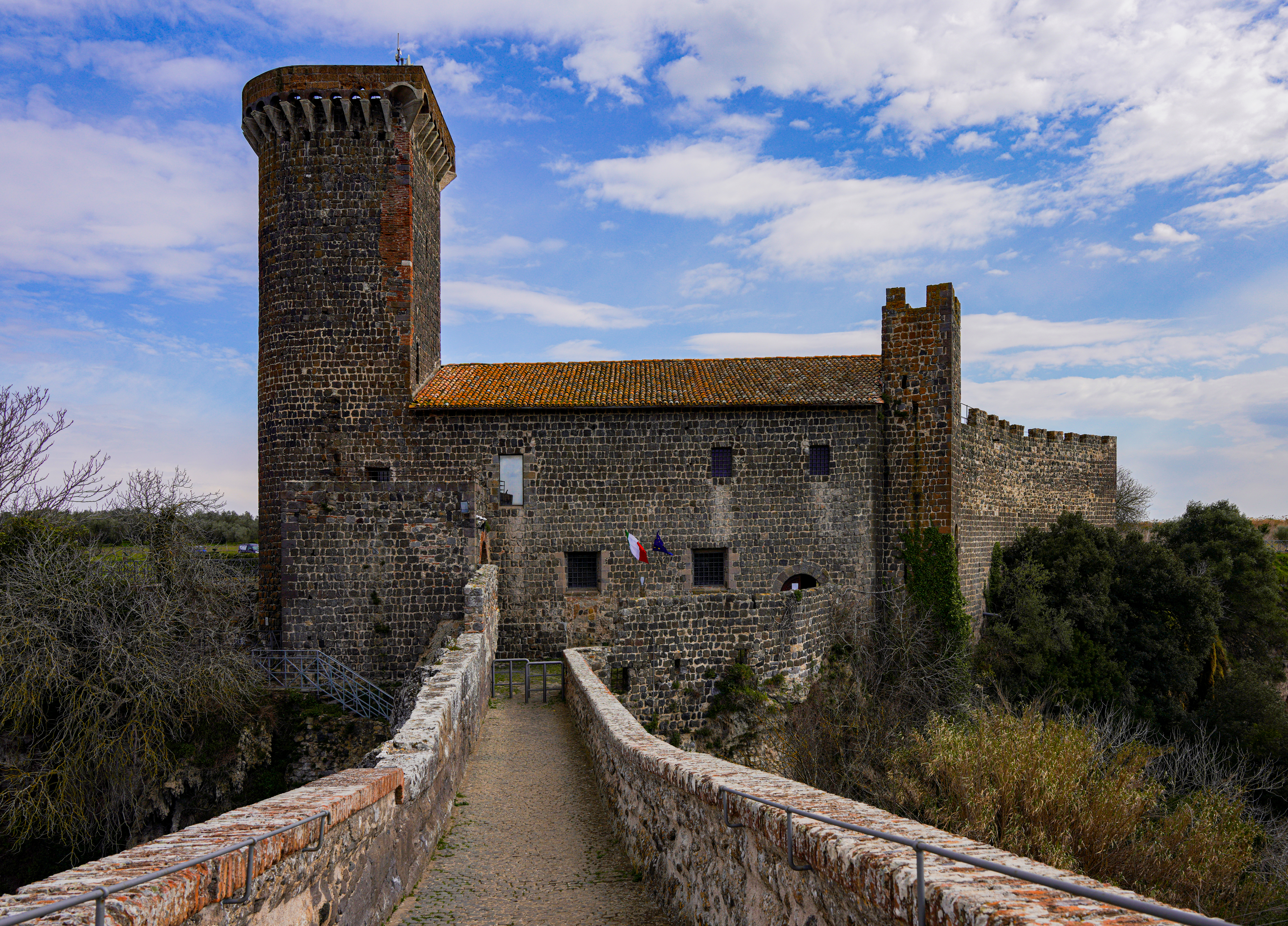
Castello di Vulci in Canino

Im Mittelalter gehörte Canino zum Besitz der Familie Farnese und von 1534 bis 1649 zum Herzogtum Castro, das Papst Paul III., bürgerlich Alessandro Farnese, für seinen außerehelichen Sohn Pier Luigi II. Farnese einrichtete. Nach der Zerstörung durch Papst Urban VIII. wurde es in den Kirchenstaat eingegliedert.
1814 erhob Papst Pius VII. Lucien Bonaparte, den Bruder von Napoléon Bonaparte zum Fürsten von Canino. Lucien Bonaparte ließ in der Umgebung von Canino, unter anderem in Vulci, umfangreiche Ausgrabungen veranstalten, bei denen vor allem etruskische Funde, allerdings ohne genaue Untersuchungen, gemacht wurden. Mit den hierbei erhaltenen Schmuckstücken wie Colliers schmückte sich die Gattin Lucianos bei Festen.

## Bevölkerungsentwicklung
| Jahr      | 1871 | 1901 | 1921 | 1936 | 1951 | 1971 | 1991 | 2001 |
| --------- | ---- | ---- | ---- | ---- | ---- | ---- | ---- | ---- |
| Einwohner | 1704 | 2509 | 3252 | 3626 | 4472 | 5014 | 5251 | 5072 |

Quelle: ISTAT

## Politik
Seit dem 5. Mai 2016 ist Lina Novelli wieder Bürgermeisterin, nachdem sie bereits von 2006 bis 2011 dieses Amt bekleidet hatte.

### Partnergemeinden
Canino besitzt eine Gemeindepartnerschaft mit Nufringen, Kreis Böblingen, Baden-Württemberg. Im Herbst 2009 kam eine Delegation aus Canino nach Nufringen, der Gegenbesuch war im Herbst 2010.

## Sehenswürdigkeiten

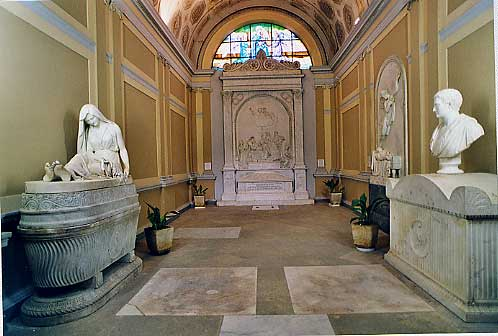
Capella Bonaparte, Grablege der Familie Bonaparte in der Pfarrkirche

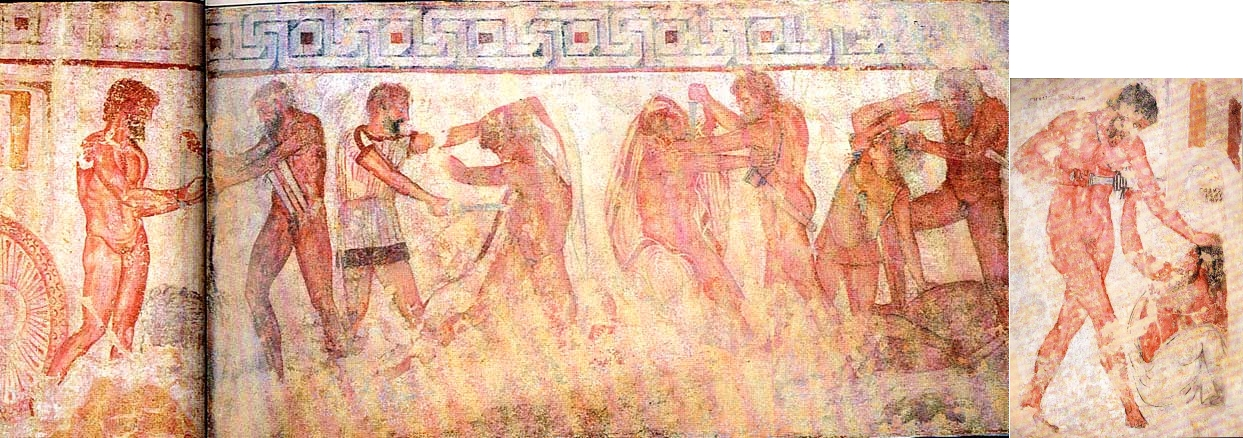
Fresko in der Tomba François

- Die Altstadt, genannt Le Buche, weist noch ein geschlossenes mittelalterliches Ortsbild auf.
- Der Palazzo Bonaparte wurde von Giuseppe Valadier für Lucien Bonaparte errichtet.
- Die Pfarrkirche Santi Apostoli Giovanni e Andrea wurde von 1783 bis 1793 an Stelle einer mittelalterlichen Kirche errichtet.
- Die Kirche Santa Croce ist die älteste Kirche Caninos.
- Das ehemalige Kloster San Francesco wurde im 15. Jahrhundert von Gabriele Francesco Farnese gegründet.
- An der Straße nach Ischia di Castro liegen die Ruinen des Festungsortes Castellardo mit den Resten von Höhlenwohnungen. Es wurde 1175 erstmals erwähnt und 1459 von den Caninesi zerstört.
- Canino hat Anteile am Ausgrabungspark der antiken Stadt Vulci, vor allem der Nekropole di Ponte Rotto mit den Gräbern Tumulo della Cuccumella, Tomba delle Iscrizioni und der Tomba François.[3]

## Kulinarische Spezialitäten
Berühmt ist Canino für sein Olivenöl, das mit der Herkunftsbezeichnung DOP ausgezeichnet ist.
Canino ist Zentrum des Anbaus von Grünem Spargel. Jedes Jahr im April findet hier die Sagra dell’Asparago (Spargelfest) statt.

## Söhne und Töchter des Ortes
- Alessandro Farnese (1468–1549), seit 1534 Papst Paul III.
- Giulia Farnese (1474–1524), Mätresse von Papst Alexander VI., Schwester von Alessandro
- Paul Marie Bonaparte (1808–1827), Neffe von Napoleon Bonaparte, Sohn von Lucien Bonaparte